# Mike Clark
Mike Clark (Los Angeles, 28 ottobre 1964) è un chitarrista statunitense.
Nel 1982 fonda il gruppo thrash No Mercy. Nel 1987 il gruppo si scioglie e Clark entra nei Suicidal Tendencies. Molto attivo fin dal primo album nella scrittura delle musiche del gruppo, sarà l'unico, insieme al cantante Mike Muir, a tornare membro in occasione della riunione del 2000 dopo lo scioglimento della band nel 1995. Durante i cinque anni di pausa, Clark è stato membro dei Creeper, e nel 2000 riformerà i No Mercy insieme a Muir.

## Discografia

### Con Suicidal Tendencies
- Lights Camera Revolution - 1990
- The Art of Rebellion - 1992
- Still Cyco After All These Years - 1993
- Suicidal for Life - 1994
- Freedumb - 1997
- Six the Hard Way - 1998
- Free Your Soul and Save My Mind - 2000

### Con Infectious Grooves
- Mas Borracho - 2000 (EP Pneumonia - No Mercy Fool!)